# Cullen Jones
Cullen Andrew Jones (Nova York, Nova York, 29 de febrer de 1984) és un nedador d'estil lliure estatunidenc. Va guanyar l'or en els Jocs Olímpics de Pequín 2008 i a Londres 2012.

## Carrera
Nascut al barri del Bronx de Nova York, es va mudar a Irvington, Nova Jersey, mentre feia primària. Va aprendre a nedar després que el rescatessin abans d'ofegar-se en una piscina a Dorney Park & Wildwater Kingdom a Pennsilvània quan tenia cinc anys. Ell es va graduar a la Preparatòria Sant Benedict a Newark, Nova Jersey, on va començar a guanyar el reconeixement pel seu acompliment com a nedador.
Jones és el primer afroamericà a tenir o compartir el rècord en natació (4×100 m estil lliure). També és el segon afroamericà a tenir un rècord en l'equip de natació dels Estats Units després d'Anthony Ervin. En les competicions de natació dels Jocs Olímpics de Pequín 2008, Jones va batre el rècord dels Estats Units dels 50 metres estil lliure amb un temps de 21,59 segons. Però li va durar poc, perquè l'endemà, Garrett Weber-Gale el va superar. A Pequín 2008, Jones va guanyar una medalla d'or en la modalitat 4×100 m estil lliure amb un temps de 3:08,24 juntament amb Michael Phelps, Jason Lezak i Garrett Weber-Gale.

## Millors Temps
- SC 50 m Lliures - 19.07 2006 ACC Conference Championships
- SC 50 m Lliures - 21.31, 2006 World Short Course Championships
- LC 50 m Lliures - 21.59, juliol de 2008 USA Olympic Trials
- LC 100 m Lliures - 48.31, juliol de 2008 USA Olympic Trials